# Francesco Bardi
Francesco Bardi (Livorno, 18 januari 1992) is een Italiaans doelman in het betaald voetbal. Hij verruilde in de zomer van 2011 AS Livorno Calcio voor Inter Milan, dat hem daarvoor al een half jaar huurde.
Inter verhuurde Bardi gedurende het seizoen 2015/16 aan RCD Espanyol.

## Clubcarrière
Bardi stroomde in 2010 door uit de jeugd van Livorno. Daarvoor debuteerde hij op 16 mei 2010 op achttienjarige leeftijd in de Serie A. Livorno verhuurde Bardi in januari 2011 voor een half jaar aan Internazionale, dat hem vervolgens definitief overnam.

## Interlandcarrière
Bardi kwam uit voor diverse Italiaanse jeugdelftallen. In 2011 debuteerde hij voor Italië -21, waar hij moest concurreren met Mattia Perin. Hij nam met de Italiaanse jeugdploeg deel aan het Europees kampioenschap 2013 in Israël, waar Jong Italië in de finale met 4-2 verloor van de leeftijdgenoten uit Spanje.
1 Frattali ·
3 Marchizza ·
4 Brescianni ·
5 Okoli ·
6 Romagnoli ·
7 Báez ·
8 Seck ·
9 Jorge ·
10 Caso ·
11 Çuni ·
12 Reinier ·
14 Gelli ·
15 Vural ·
16 Garritano ·
17 Kvernadze ·
18 Soulé ·
19 Zortea ·
20 Lirola ·
21 Harroui ·
22 Oyono ·
23 Kalaj ·
26 Bidaoui ·
27 Ibrahimović ·
29 Ghedjemis ·
30 Monterisi ·
31 Cerofolini ·
32 Valeri ·
33 Bonifazi ·
36 Mazzitelli  ·
45 Barrenechea ·
47 Lusuardi ·
70 Cheddira ·
80 Turati ·
Coach: Di Francesco